# إريك بيلانجر
إريك بيلانجر هو لاعب هوكي جليد كندي، ولد في 16 ديسمبر 1977 في شيربروك في كندا.

## وصلات خارجية
- إريك بيلانجر على موقع دوري الهوكي الوطني (الإنجليزية)
- إريك بيلانجر على موقع EliteProspects.com (الإنجليزية)
- إريك بيلانجر على موقع Eurohockey.com (الإنجليزية)
- إريك بيلانجر على موقع HockeyDB.com (الإنجليزية)
- إريك بيلانجر على موقع Hockey-Reference.com (الإنجليزية)